# Trästena kyrka
Trästena kyrka är en kyrkobyggnad som sedan 2002 tillhör Fägre församling (tidigare Trästena församling) i Skara stift. Den ligger i den sydvästra delen av Töreboda kommun.

## Kyrkobyggnaden
Norr om nuvarande kyrka låg en medeltida stenkyrka som revs 1853. Nuvarande stenkyrka uppfördes 1854 av byggmästaren Anders Pettersson efter ritningar av arkitekt Fredrik Wilhelm Scholander. En renovering genomfördes 1908 efter ritningar av arkitekt Axel Lindegren.
Kyrkan består av ett brett rektangulärt långhus med kor i öster av samma bredd som långhuset. Öster om koret finns en smalare och lägre rundad sakristia. Vid långhusets västra sida finns ett kyrktorn med huvudingång och vapenhus. Ytterväggarna är spritputsade och genombryts av rundbågiga fönster. Långhuset täcks av ett skifferklätt sadeltak medan sakristian har ett vält tak klätt med kopparplåt. Tornet har ett skiffertak och ovanpå detta finns en lanternin med plåtklätt tak.

## Inventarier
- Predikstolen är tillverkad 1822 för Funbo kyrka i Uppland och skänkt till Trästena 1896.
- Nuvarande dopfunt, altare och altarring är anskaffade vid renoveringen 1908. Altarkrucifixet inköptes från München.
- Dopfunten är av trä och har en låg åttkantig cuppa som vilar på en smal åttkantig fot.
- Två stenfragment av en medeltida dopfunt härstammar troligen från föregående kyrka.

### Orgel
- Orgeln med elva stämmor fördelade på två manualer och pedal är tillverkad 1944 av Nordfors & Co. Den icke ljudande fasaden härstammar från den ursprungliga orgeln och är tillverkad 1888.[3]